# Karen Wetterhahn
Karen Wetterhahn (16 d'octubre de 1948 – 8 de juny de 1997) va ser una professora de química del Dartmouth College, Nou Hampshire, que es va especialitzar en l'exposició a metalls tòxics. Va ser notícia nacional quan va morir als 48 anys a causa d'una exposició accidental al compost orgànic dimetilmercuri (Hg(CH3)2). Els guants protectors de l'època van ser insuficients per parar els efectes mortals que es van desenvolupar mesos després de l'incident en el qual va estar en contacte amb unes poques gotes.

## Carrera
Wetterhahn va néixer a Plattsburgh, Nova York, i es va graduar per la Universitat de Saint Lawrence i la Universitat de Colúmbia. Es va incorporar al professorat de Dartmouth el 1976 i va publicar més de 85 treballs de recerca. El 1990, en veure l'escassa representació de les dones a les carreres científico-tecnològiques, Karen Wetterhahn juntament amb Carol Muller, va ajudar a establir el Dartmouth College Women in Science Project (WISP), projecte pioner en el seu moment que ha ajudat a que moltes dones emprenguin estudis en aquestes àrees i va contribuir a augmentar a que el nombre de dones en carreres científiques al Dartmouth College passes del 13 al 25%, convertir-se en un model nacional.

## Accident
El 14 d'agost de 1996, Wetterhahn estava estudiant la manera en la qual interactuen els ions de mercuri amb les proteïnes reparadoras de l'ADN i estava usant dimetilmercuri com a material de referència estàndard per a les mesures de espectroscopia de RMN 199Hg.
Wetterhahn, especialista en metalls tòxics, es va enverinar accidentalment en el seu laboratori quan unes poques gotes del compost transparent van penetrar en el seu guant protector; El dimetilmercuri és un compost sintètic usat gairebé exclusivament com a referència estàndard en un tipus concret d'anàlisi química. Wetterhahn estava investigant les propietats tòxiques d'un altre metall pesant altament tòxic, el cadmi, usant el dimetilmercuri com a punt de referència.
L'abocament accidental va ocórrer el 14 d'agost de 1996 però els símptomes del seu enverinament per mercuri no es van detectar fins a sis mesos després, quan aquest era irreversible. Wetterhahn va emmalaltir sobtadament al gener de 1997 i va ser hospitalitzada, llavors va caure en un coma que va durar fins a juny, quan se li va retirar el suport vital i va morir.
Wetterhahn va recordar que havia vessat diverses gotes de dimetilmercuri des de la punta de la pipeta fins a la mà protegida pel guant de làtex. Posteriorment, la seva exposició va ser confirmada per una anàlisi capil·lar que mostrava un augment dràstic en mercuri disset dies després de l'exposició, seguida per una disminució gradual. Proves posteriors van mostrar que el dimetilmercuri pot travessar diferents tipus de guants de làtex i introduir-se en la pell en quinze segons.
Cinc mesos després de l'exposició es va fer evident que alguns símptomes neurològics inicials com la pèrdua d'equilibri o la dificultat per parlar eren causats per un enverinament per mercuri. Va ser admesa a l'hospital, on es va descobrir que una sola exposició a dimetilmercuri havia augmentat els seus nivells de mercuri en sang a 4000 micrograms per litre, o 80 vegades el llindar tòxic. El contingut de mercuri en orina havia augmentat a 234 µg/L, el rang normal va d'un a cinc i el nivell tòxic és major a 50 μg/L.
Malgrat l'agressiva teràpia quelant, la seva condició es va deteriorar ràpidament. Tres setmanes després que apareguessin els primers símptomes neurològics, Wetterhahn va acabar el que semblava ser un estat vegetatiu puntuat per períodes d'agitació extrema. Un dels seus antics alumnes va dir que "el seu marit va veure com li queien llàgrimes per la cara i li va preguntar si tenia dolor. Els metges van dir que no semblava que el seu cervell fins i tot pogués registrar dolor", poc temps després se li va retirar el suport vital i va morir el 8 de juny de 1997, menys d'un any després de la seva exposició inicial.
Prèviament havien existit casos documentats de morts per enverinament per dimetilmercuri. El 1865 dos ajudants de laboratori anglesos van morir diverses setmanes després d'ajudar a sintetitzar dimetilmercuri per primera vegada. El 1972, un químic txec de 28 anys a Txecoslovàquia va sofrir els mateixos símptomes de Wetterhahn després de sintetitzar sis kg del compost.

## Llegat
La mort de Keren Wetterhahn no solament va sorprendre a tot el departament de química sinó també a les agències reguladores, ja que l'exposició accidental va ocórrer malgrat haver pres totes les mesures conegudes en aquest temps. Aquestes incloïen l'ús de guants de làtex, la campana extractora de fums i el compliment de les mesures de seguretat estàndard. Després que es descobrís l'enverinament per mercuri de Wetterhahn, els seus companys van provar diversos guants de seguretat contra el dimetilmercuri i van descobrir que la petita molècula apolar travessava la majoria d'ells en segons, molt més ràpid de l'esperat. Com a resultat, ara es recomana usar uns guants laminats de plàstics, flexibles i molt resistents quan es manipuli dimetilmercuri i altres substàncies igual de perilloses. Per augmentar la protecció es poden usar sota uns guants de neoprè, per exemple.
En aquesta època, el dimetilmercuri era un estàndard de calibratge comú per espectroscopia de RMN de 199Hg perquè tenia certs avantatges sobre les alternatives existents. Com a conseqüència de l'accident de Wetterhahn, s'han revisat les recomanacions i s'ha desaconsellat l'ús de dimetilmercuri.
El 1990 va fundar el Women in Science Project del Darthmouth College (WISP).
Des de llavors el Darthmouth College ha establert un guardó en nom de Wetterhahn per animar a altres dones a seguir les seves carreres científiques. Sempre que sigui possible, en el lliurament del premi es donarà preferència a altres dones. L'Institut Nacional de Ciències de Salut Ambiental (NIEHS) també manté un premi anual per als estudiants graduats o investigadors post-doctorals en honor de Karen Wetterhahn.